# Коррао, Джованни
Джованни Коррао (настоящие имя и фамилия — Антонино Джованни Франческо Куррау) (итал. ; 17 ноября 1822, Палермо, Сицилия — 3 августа 1863, там же) — патриот, революционер, герой Рисорджименто, сподвижник Гарибальди.

## Биография
В 1848 году оставил работу и принял участие в сицилийской революции против власти Бурбонов. Во время весны народов отличался отвагой и решительностью. После подавления революции был арестован и нескольких лет провёл в заключении. Позже был вынужден покинуть Сицилию и скитаться по Европе.
С целью присоединения Южной Италии к Савойе, в 1860 году вернулся на Сицилию и вместе со своими однодумцами, подготовил условия для кампании революционного генерала Джузеппе Гарибальди. Участник Экспедиции Тысячи. Назначенный им генералом, после встречи Гарибальди и короля Сардинского королевства Виктора Эммануила II влился в регулярные войска в звании полковника Королевской армии, но в 1862 году в знак протеста против решений правительства, покинул её, чтобы снова последовать за Гарибальди в завоевании Рима.
После возвращения на Сицилию местные власти несколько раз арестовывали его по обвинению в причастности к преступным действиям, в 1863 году Джованни Коррао был загадочным образом убит неизвестными лицами на окраине Палермо.
Похоронен в Церкви Сан-Доменико в Палермо.